# Plamenomety typu 93 a 100

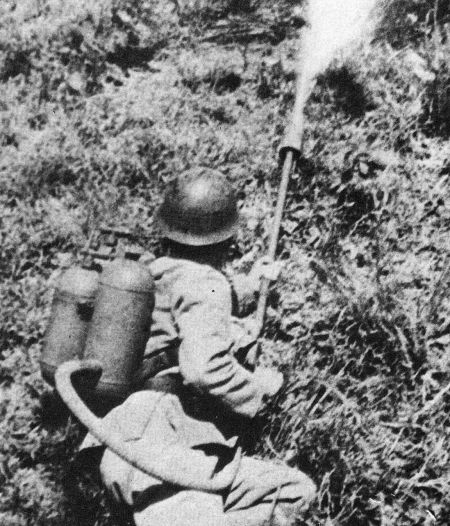
Typ 93

Plamenomety typu 93 a 100 (九三式/一〇〇式火炎放射器, Kyūsan-shiki/Hyaku-shiki kaenhōshaki) byly japonské plamenomety používané japonskou císařskou armádou a japonským císařským námořnictvem během druhé čínsko-japonské války a druhé světové války.

## Historie a vývoj
Japonským vojenským pozorovatelům v Evropě neuniklo zefektivnění plamenometů v podmínkách zákopů během první světové války. Ty se zejména osvědčily v dobývání opevnění, bunkrů a podobných palebných postaveních. Plamenomety také pomohly japonské armádě při obléhání přístavu Port Arthur během rusko-japonské války (1904-1905).
Plamenomet Typu 93 byl inspirován evropskými modely plamenometů. Do výzbroje byl zařazován od roku 1933. Byl používán během tažení do Mandžuska a Číny, kde už jen samotná přítomnost plamenometu na bojišti měla na nepřítele značný psychologický efekt. Nicméně jeho zážehový systém, založený na elektricky žhaveném drátu, byl v chladném počasí nespolehlivý. Proto v roce 1940 došlo k přepracování a výsledkem byl inovovaný plamenomet Typu 100. Oba typy zbraní byly použity během druhé světové války.

## Konstrukce

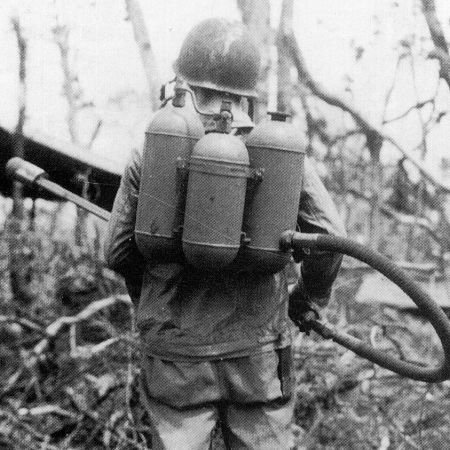
Typ 100

Oba typy sestávaly z palivové jednotky, palivové hadice a plamenometného systému. Palivová jednotka se skládala ze dvou 38 cm vysokých a 15 cm širokých láhví a centrální tlakové nádrže s dusíkem. Kapacita nádrží byla 12,3 litru. Zápalnou kapalinu tvořila směs benzínu a dehtu. Tlak byl řízen ručně jehlovým ventilem umístěným na každé z obou nádrží. Plamenomet měl popruhy, které umožňovaly jeho nesení na zádech. Palivová hadice byla vyztužená, pokrytá pryží, 114 cm dlouhá a na každém konci opatřena mosazným kováním.
Plamenomet je 3-4 metrů dlouhý, průměr hadice je 2,54 cm, iniciační rukojeť se nachází v blízkosti přípojky hadice a trysky, bicí mechanizmus je připojen na druhý konec.
Palivo (u typu 100) bylo zažehnuto odpálením slepého náboje v revolverovém zásobníku uvnitř plamenometu, umožňující deset opakování. Palivová spoušť odpálila náboj při otevření palivového ventilu. Když byla palivová spoušť vrácena do původní polohy, byl přívod paliva zastaven, bubínkový zásobník se pootočil a umístil nový náboj do palebné pozice. Doba nepřetržitého provozu byla od 10 do 12 sekund s maximálním dostřelem od 22 do 27 metrů.

## Bojové nasazení
Plamenomety byly přidělovány k ženijním plukům každé pěší divize. Každý ženijní pluk měl mezi 6 až 20 plamenomety. Plamenomet Typu 100 byl používán hlavně v počátečních fázích války v Pacifiku, většinou v Nizozemské východní Indii, Barmě a na Filipínách. Typem 100 byli také vybaveni japonští parašutisté, zúčastňující se bitvy o Palembang v roce 1942. V pozdějších fázích druhé světové války, kdy se Japonsko dostalo do defenzívy, bylo používání plamenometů omezeno, neboť možnost dobývat nepřátelská opevnění byla stále menší. Ke konci války se Japonci snažili Typ 100 použít jako protitankovou zbraň, především z důvodu absence účinných protitankových děl, avšak s omezenými úspěchy.